# Contrast
Contrast är ett musikalbum av Tages släppt i april 1967 på skivbolaget Parlophone. Med det här albumet hade Tages nästan helt slutat att göra covers. "Every Raindrop Means a Lot" och "I'm Going Out" var albumets singlar, och dessa placerade sig högt på Tio i topp och Kvällstoppen.

## Låtlista
1. "I'm Going Out" (Crewe-Knight)
2. "Sister's Got a Boyfriend" (Booker T Jones-David Porter-Isaac Hayes)
3. "Hear My Lamentation" (Lagerberg-Henriksson)
4. "Fuzzy Patterns" (Blom)
5. "One Day" (Lagerberg-Larsson)
6. "You're too Incomprehensible" (F Thokon-F Akon)
7. "Every Raindrop Means a Lot" (Blom-Lagerberg-Larsson-Töpel-Svensson)
8. "Wanting" (Peter Antell)
9. "Prisoner 763" (Larsson-Blom)
10. "Why Do You Hide It" (Blom-Larsson)
11. "House of Soul Hill" (Scott Turner-Ray Eddlemon)
12. "Short Song" (Blom)